# Crioll de Santiago
El Crioll de Santiago és un dialecte del crioll capverdià, que pertany al grup dels criolls de Sotavento, parlat principalment a l'illa de Santiago.
S'estima que és parlat pel 55,92% de la població de Cap Verd, però aquest número podria ser lleugerament més gran degut a l'emigració interna a les illes, i encara més si hi afegim els parlants a comunitats d'emigrants a l'estranger.

## Característiques
Més enllà de les característiques generals dels criolls de Sotavento el crioll de Santiago té les següents característiques:
- L'aspecte progressiu del present és format col·locant stâ abans dels verbs: stâ + V.
- Als verbs, l'accent recula per a la penúltima síl·laba en les formes de base per al present. Ex.: cánta en comptes de cantâ «cantar», mêxe o mêxi en comptes de mexê «mexer», pârti en comptes de partí «partir», cômpo o cômpu en comptes de compô «arranjar», búmbu en comptes de bumbú «pôr às costas».
- Alguns parlants pronuncien les sibilants sonores com a sordes. Ex. cássa en comptes de cása «casa», ôxi en comptes de ôji «hoje».
- Alguns parlants pronuncien el so /ʀ/ como /ɾ/. Ex.: cáru en comptes de cárru «carro», morêba en comptes de morrêba «morria», curâl en comptes de currál «curral».
- El so /ɾ/ és ligerament aspirat [ɾʰ].
- El sons /n/, /t/ i /d/ són pronunciats com a alveolars [n͇], [t͇], [d͇] i no com a dentals [n], [t], [d]
- Els diftongs nasals són desnasalitzats. Ex.: mâi en comptes de mãi «mãe», nâu en comptes de nãu «não».
- El so /a/ tònic és pronunciat tancat quan està abans del so /l/ a final de paraula. Ex.: curâl en comptes de currál «curral», mâl en comptes de mál «mal», Tarrafâl en comptes de Tarrafál «Tarrafal» (topònim), és en tots els verbs de tema en «a» quan són conjugats com el pronom de la tercera persona del singular, lebâ-’l en comptes de lebá-’l, odjâ-’l en comptes de odjá-’l, cantâ-’l en comptes de cantá-’l, etc.